# 佐藤尚子
佐藤 尚子（さとう ひさこ、1943年3月3日 - 2009年4月7日）は、日本の教育学者。

## 経歴
福島県生まれ。1965年東京学芸大学卒、小学校教員をへて1972年国際基督教大学大学院に入り、88年「二十世紀前半の中国におけるキリスト教学校とナショナリズム 高等教育を中心にして」で教育学博士。活水女子短期大学助教授、大分大学教育学部教授、1997年広島大学教育学部教授、2006年定年退官、名誉教授、神戸山手大学教授。アジア教育学会会長。

## 著書
- 『米中教育交流史研究序説 中国ミッションスクールの研究』竜渓書舎 1990
  - （改訂版）『中国ミッションスクールの研究』阿部洋編 龍溪書舎 2010

### 共編著
- 『人間形成の歴史と本質』鹿毛基生共著 学文社 1998
- 『教員養成史の二重構造的特質に関する実証的研究 戦前日本における地方実践例の解明』野村新,神崎英紀共編 溪水社 2001
- 『日中比較教育史』大林正昭共編 春風社 2002
- 『中国近現代教育文献資料集』全13巻　阿部洋監修 蔭山雅博,一見真理子,橋本学共編 日本図書センター 2005-2006
- 『21世紀の社会認識教育に向けて』蔭山雅博共著 春風社 2007
- 『はじめて学ぶ教育の原理』執筆者代表 学文社 2008

## 論文
- Cinii

## 注
1. ↑  『「現代物故者事典」総索引 : 昭和元年～平成23年 2 (学術・文芸・芸術篇)』日外アソシエーツ株式会社、2012年、508頁。
2. ↑  佐藤尚子さん死去
3. ↑  『中国ミッションスクールの研究』著者紹介